# Deja Vu (canção de Prince Royce)
"Deja Vu" é uma canção da cantor americano Prince Royce e da cantora colombiana Shakira. A música foi lançada em 24 de fevereiro de 2017, como o quarto single tirado do quinto álbum de estúdio de Royce, Five. A música também foi incluída como o terceiro single do álbum El Dorado de Shakira.

## Videoclipe
O videoclipe de "Deja Vu" estreou em 24 de março de 2017, na conta de Prince Royce no Vevo do YouTube. O videoclipe superou mais de 481 milhões de visualizações, na plataforma.